# 京都シネマ
京都シネマ（きょうとシネマ）は、京都府京都市下京区四条烏丸にある映画館（ミニシアター）。3つのスクリーンを有し、主に単館系映画を上映している。

## 歴史

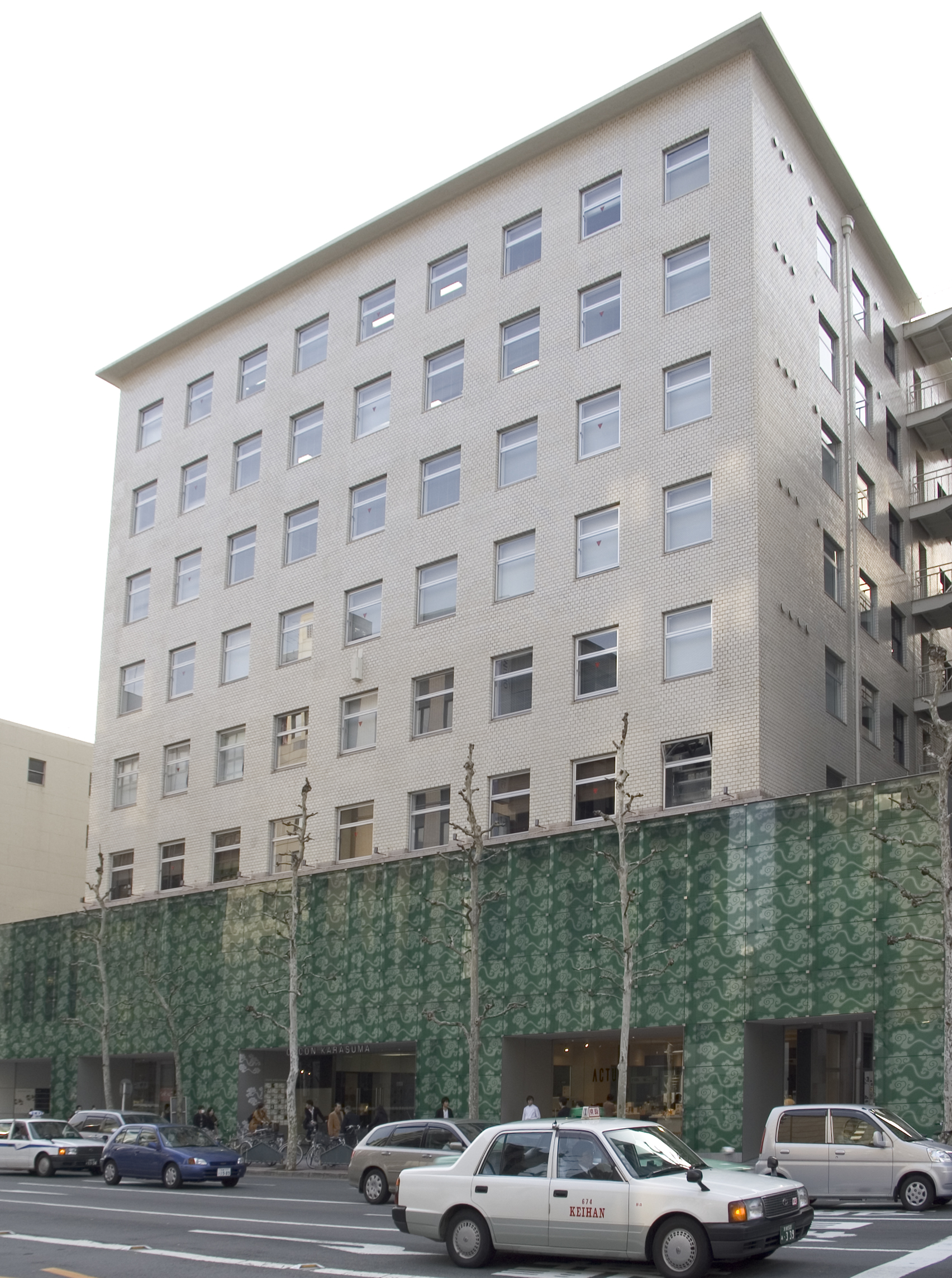
京都シネマがあるCOCON烏丸

2003年（平成15年）1月に2スクリーンを持つ京都朝日シネマが閉館し、京都市内での単館系映画の上映が減少した。そこで、旧・京都朝日シネマの支配人以下スタッフらが新たに会社を設立し、他施設での上映会を重ねながら、新たな映画館の開設にむけて活動した。2004年（平成16年）12月4日、株式会社如月社によってCOCON KARASUMAに京都シネマが開館した。
2006年（平成18年）に立命館大学と学術交流協定を締結した。2009年（平成21年）の開館5周年を機に現在のロゴに変更。同年、シマフィルム代表の志摩敏樹が同館の役員に就任している。イオンモールKYOTO内にT・ジョイ京都が開業したことや、ネット配信動画の普及などで、京都シネマの経営状態が悪化した。2018年（平成30年）7月9日、株式会社如月社は京都地方裁判所へ民事再生法適用を申請し、同年7月26日に京都地方裁判所から民事再生手続開始決定を受けた。営業は継続される他、会員制度も維持される。支援スポンサーにはシマフィルムが名乗りを挙げた。

## データ
- 所在地：京都府京都市下京区烏丸通四条下ル、COCON KARASUMA3階
- 運営：シマフィルム株式会社
  - 代表：志摩敏樹、支配人：川辺紀子（2019年2月時点[7]）
- 観客定員数
  - シネマ1：104席 - イメージカラーは赤[8]。
  - シネマ2：89席 - イメージカラーは緑[8]。
  - シネマ3：61席 - イメージカラーは青[8]。

## エピソード
- 2008年（平成20年）12月6日、『能登の花ヨメ』の舞台挨拶が行われ、主演の田中美里が来館した[9]。
- 2009年（平成21年）7月18日、『築城せよ!』の舞台挨拶が行われ、出演した海老瀬はなが来館した[10]。
- 2010年（平成22年）11月14日、『ふたたび swing me again』の舞台挨拶が行われ、監督の塩屋俊と出演した鈴木亮平が来館。この時のMCはディスクジョッキーのRIOが務めた[11]。
- 父親が京都府出身という武田梨奈[12]は、初主演作『ハイキック・ガール!』が2009年10月17日から23日に上映された際に「ちょこっと見てきちゃった」と当館に顔を出しており[13]、2014年7月5日に『祖谷物語 おくのひと』が上映された際は舞台挨拶を行っている[14]。

## 京都の独立系映画館
- 京都みなみ会館
- 出町座